# Corbeni, Brăila
Corbeni este un sat în comuna Racovița din județul Brăila, Muntenia, România.
-->, județul Brăila, Muntenia, România.